# Ein Lied für München
Die deutsche Vorentscheidung zum Eurovision Song Contest 1983 fand unter dem Titel Ein Lied für München statt.
Durch die Sendung führte Carolin Reiber, die schon in den vergangenen Jahren den Vorentscheid moderierte.

## System
Der Bayerische Rundfunk behielt den Modus der Vorjahre aufgrund der Erfolge von Dschinghis Khan, Katja Ebstein, Lena Valaitis sowie des Sieges durch Nicole im Vorjahr bei.
Eine dreizehnköpfige Jury aus Fachleuten der Unterhaltungsbranche wählte aus 735 Einsendungen die 24 Halbfinalteilnehmer aus, woraus die Radiohörer die 12 Finalteilnehmer wählten.
Nach Abschluss der Vorentscheidung, die in diesem Jahr fünf Wochen vor dem Eurovision Song Contest stattfand, wurden nach dem Durchlauf der zwölf Titel durch das Meinungsforschungsinstitut Infratest 500 repräsentativ ermittelte Radiohörer und Fernsehzuschauer telefonisch befragt. Diese hatten während der Sendung die zwölf Titel anhand einer vorgegebenen Punkteskala zu bewerten.

## Punktetafel des Vorentscheids
In folgender Tabelle sind die Punktzahlen der Zwischenstände bei folgenden Prozentsätzen angegeben:
Runde 1: 11,70 % der abgegebenen Stimmen, Runde 2 bei 30,80 %, Runde 3: 57,12 %.
| Nr. | Interpret                 | Titel (Musik/Text)                                                 | Runde 1 Platz | Runde 2 Platz | Runde 3 Platz | Endpunktzahl | Platz |
| --- | ------------------------- | ------------------------------------------------------------------ | ------------- | ------------- | ------------- | ------------ | ----- |
| 01  | Holger Thomas             | Mein Hit heißt Susi Schmidt (Jean Frankfurter / Robert Jung)       | 0342 09.      | 0854 10.      | 1584 10.      | 02609        | 10.   |
| 02  | Veronika Fischer          | Unendlich weit (Achim Oppermann / Christoph Busse)                 | 0303 11.      | 0790 11.      | 1463 11.      | 02523        | 11.   |
| 03  | Hoffmann & Hoffmann       | Rücksicht (Michael Reinecke / Volker Lechtenbrink)                 | 0487 01.      | 1328 01.      | 2436 01.      | 04251        | 01.   |
| 04  | Angela Branca             | Warum hältst Du mich nicht fest? (Alexander Gordan & Konrad Wolf)  | 0331 10.      | 0967 08.      | 1806 08.      | 03222        | 08.   |
| 05  | Bernd Clüver              | Mit siebzehn (Dieter Bohlen / René Marcardt)                       | 0449 04.      | 1179 03.      | 2215 03.      | 03933        | 03.   |
| 06  | Ingrid Peters & July Paul | Viva la Mamma (Michael Hofmann / Werner Schüler)                   | 0459 02.      | 1198 02.      | 2247 02.      | 03983        | 02.   |
| 07  | Peter Rubin               | Wie ein Mann (Günther-Eric Thöner & Peter Rubin / Barbara Wittner) | 0375 07.      | 1072 06.      | 1972 06.      | 03427        | 06.   |
| 08  | Wencke Myhre & Sohn       | Wir beide gegen den Wind (Achim Oppermann / Christoph Busse)       | 0453 03.      | 1157 04.      | 2110 05.      | 03752        | 05.   |
| 09  | Harry Belten              | Angelo (Michael Zai / Theo Werdin)                                 | 0266 12.      | 0688 12.      | 1201 12.      | 02111        | 12.   |
| 10  | Leinemann                 | Ich reiß’ alle Mauern ein (Hansi Goldfuß / Gerd Thumser)           | 0423 06.      | 1017 07.      | 1933 07.      | 03314        | 07.   |
| 11  | Mara                      | Sternenland (Joachim Heider / Norbert Hammerschmidt)               | 0358 08.      | 0918 09.      | 1678 09.      | 02987        | 09.   |
| 12  | Costa Cordalis            | Ich mag Dich (Costa Cordalis / Jean Frankfurter)                   | 0434 05.      | 1156 05.      | 2209 04.      | 03902        | 04.   |